# Perspektivní promítání

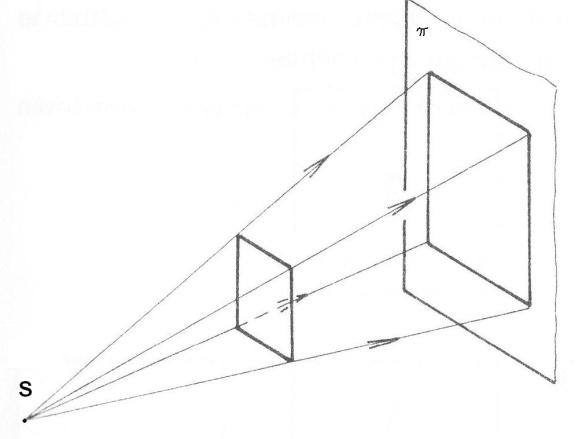
Obrázek 1. Perspektivní promítání.

Perspektivní promítání je takové, kde promítací přímky vycházejí ze společného bodu (střed promítání), který nesmí ležet v průmětně (viz obrázek 1). Není zachována rovnoběžnost paprsku, které vycházejí ze středu promítání. Jsou to obecně různoběžky.

## Rozdělení podle orientace průmětny
Nahradíme-li zobrazovaný předmět nebo scénu krychlí nebo kvádrem, pak podle orientace průmětny vzhledem k němu rozlišujeme tyto druhy perspektivy:
- Jednobodová perspektiva – průmětna je rovnoběžná s některou stěnou předmětu
- Dvoubodová perspektiva – průmětna je rovnoběžná s některou hranou, avšak s žádnou stěnou předmětu
- Trojbodová perspektiva – průmětna není rovnoběžná s žádnou hranou (tedy ani stěnou) předmětu

### Jednobodová perspektiva
Průmětnu volíme rovnoběžnou s jednou stěnou krychle. U přímek, které jsou
rovnoběžné s průmětnou, se zachová rovnoběžnost. Přímky kolmé na průmětnu se protínají
v jednom bodě. Protínají se v tzv. hlavním bodě. (viz obrázek 2.)
Na obrázku 3 vidíme pokoj. Pokud bychom ho mohli prohlédnout skrz, všechny
vodorovné hrany by se setkaly v jednom bodě. Na obrázku 4 je ulice, což je klasický
příklad jednobodové perspektivy. Vodorovné hrany ulice se v nekonečnu sbíhají do
jednoho bodu.

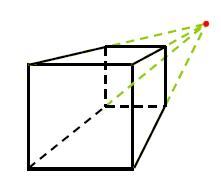
Obrázek 2. Jednobodová perspektiva
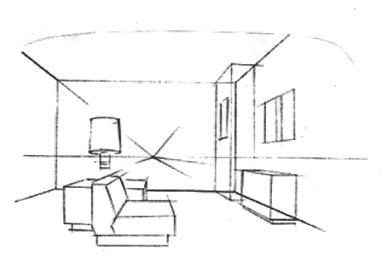
Obrázek 3. Jednobodová perspektiva – příklad
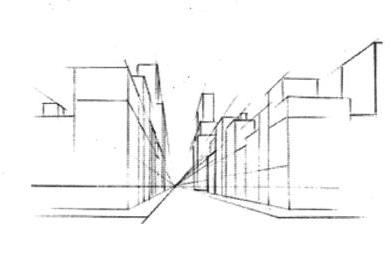
Obrázek 4. Jednobodová perspektiva – příklad č.2

### Dvoubodová perspektiva
Průmětnu volíme rovnoběžnou s jednou hranou krychle, nikoliv se stěnou. (viz obrázek 5) U
přímek rovnoběžných s průmětnou se zachovává rovnoběžnost. Viz obrázek 6 a 7.

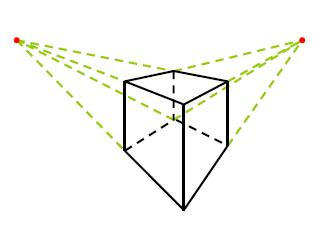
Obrázek 5. Dvoubodová perspektiva
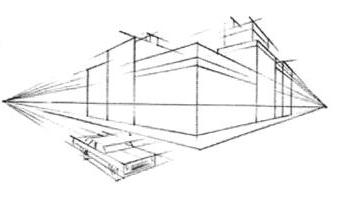
Obrázek 6. Dvoubodová perspektiva – příklad
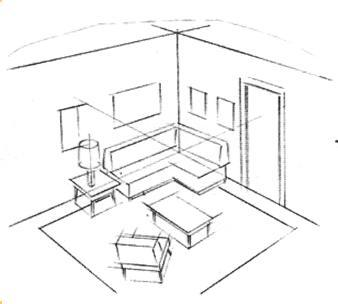
Obrázek 7. Dvoubodová perspektiva – příklad č.2

### Trojbodová perspektiva
Objekt, který schematicky zobrazován nahradíme krychlí. Průmětna je volena
obecně. Žádná z důležitých hran není rovnoběžná s průmětnou (viz obrázek 7).
Jednotlivé druhy a názorné obrázky jednotlivých perspektiv jsou zobrazeny na obrázku 8.

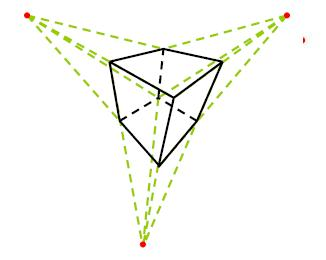
Obrázek 7. Trojbodová perspektiva
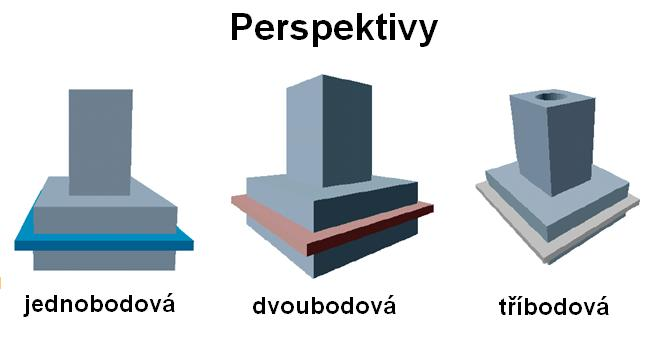
Obrázek 8. Srovnání perspektiv